# Dolomedes intermedius
Dolomedes intermedius är en spindelart som beskrevs av Christoph Gottfried Andreas Giebel 1863. Dolomedes intermedius ingår i släktet Dolomedes och familjen vårdnätsspindlar.
Artens utbredningsområde är Colombia. Inga underarter finns listade i Catalogue of Life.